# Старе Ґалкі
Старе Ґалкі (пол. Stare Gałki) — село в Польщі, у гміні Мала Весь Плоцького повіту Мазовецького воєводства.
Населення — 170 осіб (2011).
У 1975-1998 роках село належало до Плоцького воєводства.

## Демографія
Демографічна структура станом на 31 березня 2011 року:
|          | Загалом | Допрацездатний вік | Працездатний вік | Постпрацездатний вік |
| -------- | ------- | ------------------ | ---------------- | -------------------- |
| Чоловіки | 88      | 24                 | 51               | 13                   |
| Жінки    | 82      | 10                 | 51               | 21                   |
| Разом    | 170     | 34                 | 102              | 34                   |